# Трансмисија (аутомобил)
Трансмисија (систем за пренос снаге) обухвата све делове и склопове на возилу који преносе снагу од мотора до погонских кретача возила. Трансмисија има задатак не само да пренесе снагу од мотора до погонских кретача возила него и да изврши промену облика погонских карактеристика мотора, односно промену параметара његове снаге.
Трансмисија, његови склопови и механизми, концепцијски и конструкцијски, изводе се на различите начине. Концепцију, односно врсту трансмисије најчешће одређују врста уграђеног мотора, а такође и намена и категорија возила, односно услови његове експлоатације.

## Подела трансмисије
Подела трансмисије може да се врши по различитим критеријумима, а најчешће према начину преношења снаге. Постоје четири основне врсте:
- Механичке
- Хидрауличке
- Електричне
- Комбиноване

При томе треба имати у виду да ни хидраулички, ни електрични не егзистирају без механичких компонената. Подела преносника снаге се, пре свега, врши у зависности од врсте мењачког преносника који је и основни склоп преносника снаге.

## Делови трансмисије
- Спојница
- Мењачки преносник
- Зглобни преносник
- Погонски мост (главни преносник, диференцијални преносник, погонска полувратила).